# Игибаев, Есен
Есен Игибаев (1904 год, Калтигулыкский сельсовет, Иргизский уезд, Российская империя — ?) — старший табунщик колхоза «Коминтерн» Иргизского района Актюбинской области, Казахская ССР. Герой Социалистического Труда (1948).

## Биография
Есен Игибаев родился в 1904 году в Калтигулыкском сельсовете Иргизского уезда Тургайской области, на территории современного Иргизского района Актюбинской области Казахстана. Казах по национальности.
С детства занимался сельским хозяйством. В 1930 году начал работать в товариществе по совместной обработке земли «Кутты-Куль», где занимался выпасом овец.
Во время Великой Отечественной войны служил в составе 664-го стрелкового полка. Был тяжело ранен 27 мая 1943 года и выбыл в часть/госпиталь АПГ 3037. После демобилизации в 1945 году вернулся на родину.
После войны устроился табунщиком в колхоз «Коминтерн» Иргизского района. В 1947 году вырастил 68 жеребят от 68 кобыл.
За высокие достижения в животноводстве в 1947 году старший табунщик Есен Игибаев был удостоен звания Героя Социалистического Труда Указом Президиума Верховного Совета СССР от 23 июля 1948 года. Он был награждён орденом Ленина и золотой медалью «Серп и Молот». Этим же указом высокого звания были удостоены заведующий колхозной конефермой Нуртуяк Жаманшин, председатель колхоза «Коминтерн» Амирхан Барысбаев и табунщик колхоза «Коминтерн» Пшен Турегельдин.
В 1948 году он достиг стопроцентной сохранности 78 жеребят от 78 кобыл, за что был награждён вторым орденом Ленина.
Игибаев передавал свой опыт молодым коневодам, оставаясь примером трудолюбия. После реорганизации колхоза в 1957 году продолжал работать в совхозе «Иргизский» до выхода на пенсию в 1959 году.
С 1968 года был персональным пенсионером союзного значения. Проживал в посёлке Коминтерн, который с 2006 года известен как село Кутиколь Аманкольского сельского округа Иргизского района. Дата его смерти неизвестна.

### Награды
Указом Президиума Верховного Совета СССР от 23 июля 1948 года «за получение высокой продуктивности животноводства в 1947 году» удостоен звания Героя Социалистического Труда с вручением ордена Ленина и золотой медали «Серп и Молот».
Орден Ленина (7 октября 1949)

### Память
В честь Игибаева Есена названа улица в селе Кутиколь Иргизского района.